# Campanas de Balangiga

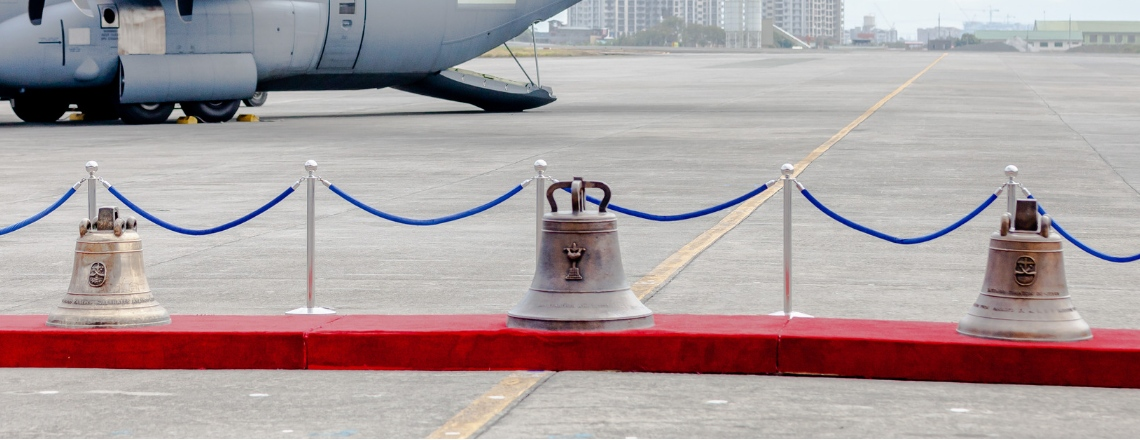
Las campanas de Balangiga exhibidas durante la ceremonia de repatriación en la Base Aérea de Villamor.

Las campanas de Balangiga son tres campanas que fueron tomadas de la iglesia de San Lorenzo de Balangiga (Sámar Oriental, Filipinas) como trofeos de guerra por el Ejército de los Estados Unidos, como represalia tras la masacre de Balangiga en 1901, durante la guerra filipino-estadounidense. Una de las campanas estaba en posesión del 9.º Regimiento de Infantería, en el Campamento Red Cloud, en su base de Corea del Sur, mientras que las otras dos se encontraban en una antigua base del 11.º Regimiento de Infantería en la Base de la Fuerza Aérea Warren, en Cheyenne (Wyoming).
Una representación de la iglesia católica en Filipinas, el gobierno filipino y los residentes de Balangiga habían intentado recuperar las campanas desde finales de la década de 1950, pero sus esfuerzos se vieron frustrados durante décadas. En agosto de 2018, el National Defense Authorization Act de los Estados Unidos otorgó al secretario de Defensa, Jim Mattis, la autoridad para decidir sobre el asunto, e informó al Congreso que el Departamento de Defensa tenía la intención de devolver las campanas a Filipinas. El 10 de diciembre de 2018, las tres campanas de la iglesia se encontraban en la Base Aérea de Kadena, en Japón, a la espera de ser repatriadas a Filipinas. A la mañana siguiente, la Embajada de los Estados Unidos en Filipinas declaró que las campanas estaban a bordo de un Lockheed C-130 Hércules de la Fuerza Aérea de los Estados Unidos de camino a Manila. El avión llegó más tarde ese mismo día, y las campanas regresaron a las Filipinas después de 117 años.

## Masacre de Balangiga
El 28 de septiembre de 1901, un grupo de aldeanos filipinos originarios de Balangiga emboscaron a la Compañía C del 9.º Regimiento de Infantería de Estados Unidos mientras desayunaban, matando a 48 e hiriendo a 22 de los 78 hombres de la unidad, con solo 4 escapando ilesos y 4 perdidos en combate. Los aldeanos capturaron cerca de 100 rifles y 25.000 rondas de munición. Se estima que 20 a 25 de ellos murieron, con un número similar de heridos.
En represalia, el general Jacob H. Smith ordenó que Sámar se convirtiera literalmente en un "desierto aullante" y que se disparara a cualquier filipino varón mayor de 10 años que fuera capaz de sostener un arma. El ejército estadounidense tomó las tres campanas de las iglesias de la población y la trasladaron a Estados Unidos como trofeos de guerra. El 9.º Regimiento de Infantería ha mantenido que la campana en su posesión fue un regalo que los aldeanos de Balangiga les dieron cuando abandonaron el pueblo el 9 de abril de 1902. De hecho la campana les fue entregada por el 11.º Regimiento, que capturó las tres campanas cuando abandonaron Balangiga el 18 de octubre de 1901.
Smith y su primer subordinado, el Mayor Littleton Waler de los Marines fueron llevados a consejo de guerra por venganza ilegal contra la población civil en Sámar. Waller fue absuelto de cargos. Smith fue encontrado culpable, amonestado y retirado del servicio, pero los cargos fueron retirados poco después. Después fue condecorado como héroe de guerra.

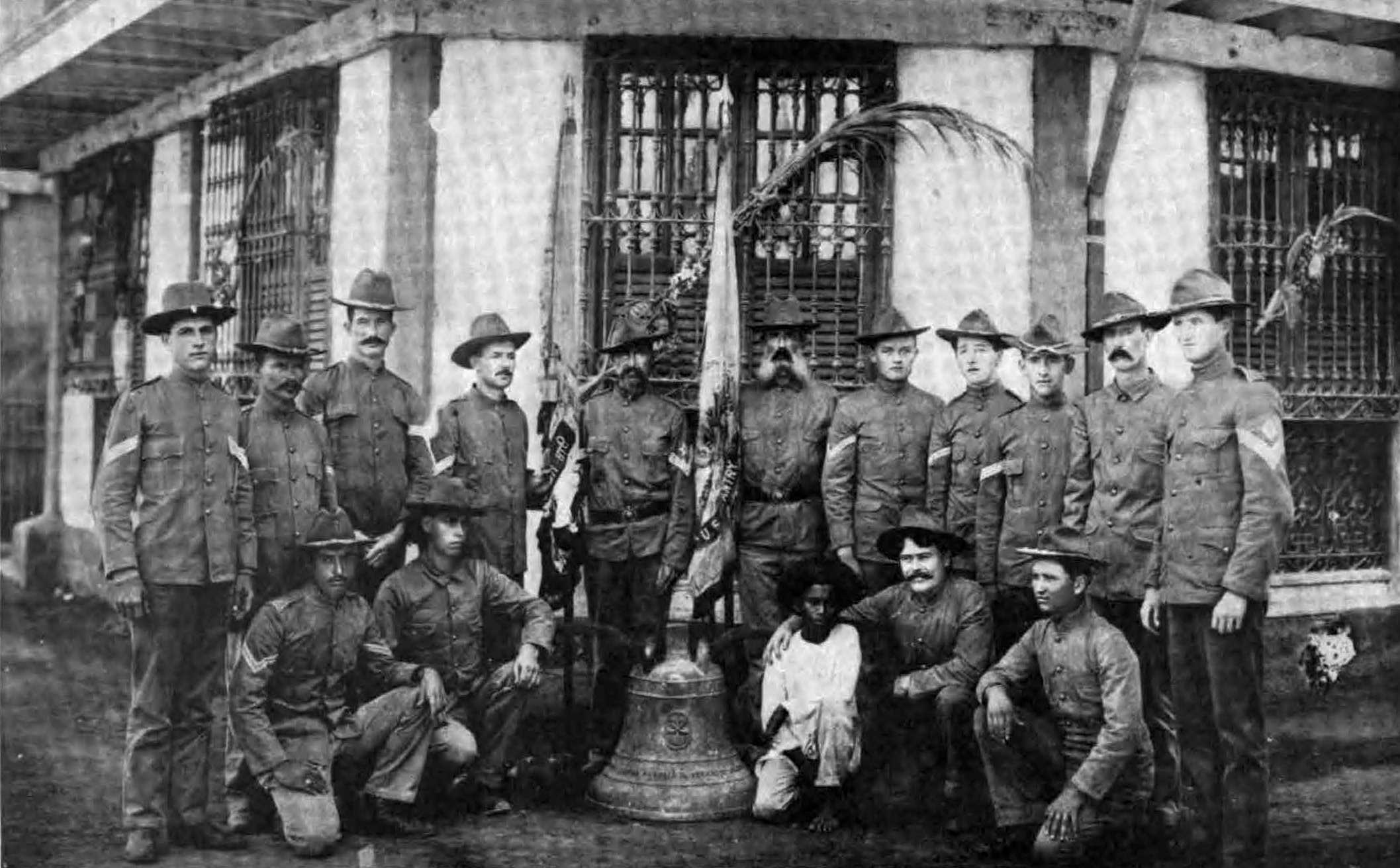
Soldados de la Compañía C del 9.º Regimiento de Infantería posando con una de las campanas de Balangiga capturadas como trofeo de guerra. Foto tomada en Calbayog, Sámar en abril de 1902.

## Repatriación
| La historia de estas campanas simboliza la historia entera de la relación entre Estados Unidos y Filipinas. En el proceso han afectado a muchas vidas. Su regreso afianza la amistad duradera entre ambos países, nuestros valores compartidos y nuestro esfuerzo compartido.—citado de la ceremonia de retorno de las campanas de Balangiga el 11 de diciembre de 2018 |

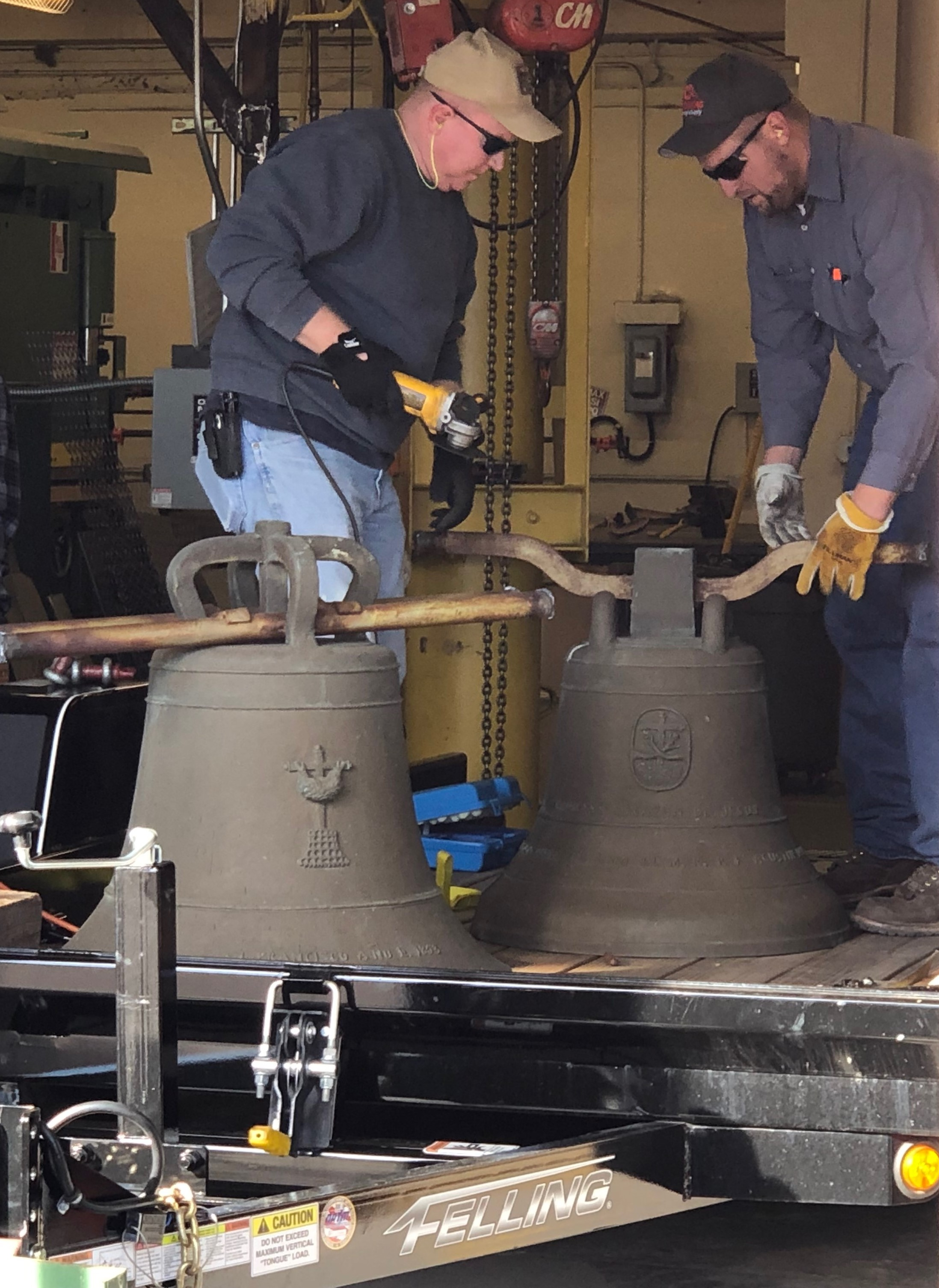
Las dos campanas en Wyoming después de retirarlas de la exposición en la Base Aérea F.E. Warren.

Durante el Encuentro ASEAN 2017, el Secretario de Defensa Nacional Delfín Lorenzana se encontró con su homólogo estadounidense Jim Mattis, y Lorenzana volvió a insistir por el tema de las campana de Balangiga. Mattis dio su compromiso personal de asegurarle el retorno de las campanas en un encuentro con el presidente filipino Rodrigo Duterte, y además buscaría un modo legal de permitir la devolución. El embajador filipino en Estados Unidos Babe Romualdez, sin embargo, adelantó en una entrevista para la CNN Filipinas que el presidente Duterte personalmente le dijo a Mattis que las campanas deberían volver durante el encuentro ASEAN en Clark, Pampanga en octubre de 2017.
En agosto de 2018, el Acta de Autorización de Defensa Nacional de Estados Unidos dio al Secretario de Defensa Jim Mattis la autoridad para decidir en la materia, y finalmente este mismo informó al Congreso que el Departamento de Defensa tenía la intención de devolver las campanas a Filipinas. Ese mismo mes la embajada estadounidense en Manila recibió la notificación que el Departamento de Defensa había comunicado su intención en devolver las campanas en fecha no prevista. Tres meses más tarde Rolando Borrinaga de la Comisión Nacional de Cultura y Arte de Filipinas comunicó que las campanas situadas en Francis E. Warren Air Force Base retornarían a Filipinas el 15 de noviembre de 2018. La tercera campana situada en Corea del Sur también estaba lista para el traslado. Las dos campanas en Wyoming fueron enviadas a Filadelfia para su restauración y posteriormente fueron enviadas a Japón, para unirse a la tercera campana.
El 10 de diciembre de 2018, las tres campanas estaban en la Base Aérea de Kadena en Japón esperando la repatriación a Filipinas. La siguiente mañana, la embajada de Estados Unidos en Filipinas informó que las tres campanas volaban a bordo de un Lockheed C-130 Hercules rumbo a Manila.

### Llegada a Manila
Las campanas llegaron a Filipinas a la Base Aérea de Villamor el 11 de diciembre de 2018; y fueron retornadas a la Iglesia de Balangiga el 15 de diciembre de 2018. Las campanas fueron mostradas en Manila, en el Museo de la Fuerza Aérea de Filipinas hasta el 14 de ese mismo año.